# ピット (ゲームキャラクター)
ピット（Pit）は、任天堂より発売されているコンピューターゲーム『光神話 パルテナの鏡』および、その続編に登場するキャラクターである。『新・光神話 パルテナの鏡』に登場したピットの複製体であるブラックピットについてもここで述べる。

## 概要
『光神話 パルテナの鏡』、続編『Kid Icarus: Of Myths and Monsters』（日本国外のみ発売、のちに3DSバーチャルコンソールで日本でもリリース）、ニンテンドー3DS用ソフト『新・光神話 パルテナの鏡』の操作キャラクターであり、主人公でもある。
天界「エンジェランド」における光の女神パルテナの親衛隊長を務めている天使。パルテナ軍で最強の戦士であり、群を抜いた実力者とされる。外見・精神年齢が若いためか、1作目の説明書などでは「ピットくん」と表記されており、実際にも『新・光神話』ではハデスなど一部の人物から「ピットくん」と呼称されている。
ピットという名前について自然王ナチュレは「キューピットだから」と述べている。
闇の女神・メデューサに幽閉されていたが、パルテナの最後の力によって救われ、彼女から受け取った光の弓矢や、奪われた三種の神器を使いこなし、メデューサに立ち向かう。
ゲームを開始したスタート状態の弱さと、アイテムを入手してパワーアップした時の強さに、かなりの開きがある。ゲームオーバー時には、黒画面に白字で「ヤラレチャッタ」（英語版では「I'M FINISHED!」）と表示される。
ニンテンドー3DSで開発されている25年ぶり（第2作目が発売された海外では20年ぶり）の新作『新・光神話 パルテナの鏡』では大幅にリアル化・リデザインされて登場し、下記の『大乱闘スマッシュブラザーズX』に準じたデザイン・装備に変更されている。本人曰く「昔の僕とは違う」そうで、パルテナの力で限定的な飛行能力を得たり、多彩な武器を扱うなど大幅にパワーアップしており、復活したメデューサの野望の阻止、そして黒幕である冥府神ハデスや侵略者軍団オーラムなどとの戦いに向かう。

## 外見・人物
第1作目と『大乱闘スマッシュブラザーズX』以降では外見が大きく異なり、『スマブラX』のほうが大人びた容姿をしているが、これはゲームハードの表現能力の進歩に合わせて描写が変化したためで、神や天使は老化しないかもしくは老化が遅く、外見も第1作目から変わっていないという設定である。『スマブラX』におけるアレンジは「もし『パルテナの鏡』が『ゼルダの伝説』のようにシリーズ化していたらピットはどのようなデザインになっていたか」というコンセプトの基に行われたものである。デザイン原案は『スマブラ』シリーズの担当者である桜井政博（『新・光神話 パルテナの鏡』の製作指揮も担当）が作成しており、服の形状などは桜井の案がほぼそのまま採用された。また桜井が最初に描き起こしたデザインはゲームのものよりも元気少年といった感じのものだったが、今作品で開発を協力した『グランディアIII』のゲームアーツ側スタッフのモデリングで素直そうな落ち着いた風貌となった。
姿は、キトンを着た有翼の少年の姿をしており、サンダルとブーツを足して2で割ったような形の靴を履いている。年齢は人間換算で13歳ほど。『スマブラX』以降のデザインでは、金色の月桂樹を被るなど装飾品が多数追加され、スパッツの様なボクサーブリーフを穿いているなど、大幅にデザインが細かくなった。背中の翼はかなり大きいが弱いため自力での飛翔はできず（神器やパルテナの力を借りれば可能）一時的な滞空や滑空ができる程度で、ピット自身もそのことをやや気にしている。
性格は初期の作品では描写されず、『大乱闘スマッシュブラザーズX』および『新・光神話 パルテナの鏡』以降の設定が読み取れる。それらの作品では、正義感が強くパルテナへの忠誠心も篤いが、年齢相応のやんちゃで自信家な性格となっている。一人称は「ボク」。また、パルテナへは忠実で敬愛している一方で、彼女が時折見せるいい加減な面には着いて行けず、頭を抱えている様子も垣間見せる。
インディーズゼロの渡辺浩崇によれば、ゲーム『千年家族』の「キュピット」はピットをモデルにデザインされた。

## ブラックピット
ブラックピットは、『新・光神話 パルテナの鏡』に登場する、ピットをモデルにしたキャラクター。
冥府軍が魔物の量産に使っていた写したものを複製する装置「真実の魔鏡」によってピットを複製することで生み出したピットのコピー体である。真実の魔鏡で複製した生物は冥府軍の支配下になるように細工がされていたのだが、ブラックピットの場合はピットが複製が不完全な状態で魔鏡を割ってしまったため、ピットの負の面を模写したものの冥府軍への忠誠心は持たないまま誕生した(パルテナの推測)。命名者は真実の魔鏡を管理していた冥府軍の幹部である邪神パンドーラ。
コピーゆえに基本的な容姿の特徴はオリジナルのピットと同様だが、ブラックという名の通り頭髪・服装・翼が黒で青いマフラーをしており、赤い瞳であるという差異がある。スパッツの様な物を履いているがオリジナルと同じ黒色のボクサーブリーフを穿いている。性格は荒々しく攻撃的で、プライドが高くキザな言い回しが特徴。一人称は「オレ」で、声優は同じだがピットよりも声のトーンが低い。二人称は「お前」。パルテナからブラックピットを省略した「ブラピ」という愛称が付けられて他の人物も使うようになるが、ブラックピット自身はこの呼び方を嫌っている。
当初はオリジナルのピットへの対抗心を露わにして敵対し、パルテナに服従するピットを金魚のフンならぬ「女神のフン」と呼び見下しているような態度を見せていた。しかし、混沌の遣いがパルテナの魂を抜き取って逃亡を図った際に体を張って強引に活路を開き、パルテナへも「パルテナ様」へと敬称を使うなど、実はパルテナへの忠誠心もコピーしていたことが判明。その後、オリジナルのピットと心根の部分はほとんど同じで心が通じ合う存在であることがわかり、お互いを命懸けで助け合うなど戦友となり、和解した。その後詳しい経緯は不明だが、成り行きと活動の都合からナチュレおよび自然軍の下で行動するようになり、『大乱闘スマッシュブラザーズ for Wii U』ではハデスが倒された後に正式に自然軍の幹部となった事が明らかとなった。
海外版での名前は「ダークピット(Dark Pit)」で、付けられた略称は「Pit two(ピット2)」を略した「Pitoo(ピッツー)」となっている。

## 大乱闘スマッシュブラザーズシリーズでの登場
『大乱闘スマッシュブラザーズDX』では観賞用フィギュアとして登場。
『大乱闘スマッシュブラザーズX』では新たな操作キャラクターとして登場。先述のように大幅なアレンジが行われて、このデザインが『新・光神話 パルテナの鏡』へと逆輸入されることとなった。
『光神話 パルテナの鏡』の数年後の姿（後述の「パルテナの神弓」の件より）という設定である。前述の特徴の数多くが再現されている（声援などで君付けで呼ばれる、撃墜時にたまに「ヤラレチャッタ」と言う、ハンマーを使う際の動きなど）。同様に原作における数え切れない挫折により強くなっている（スネークの無線より）そうで、多少は自由に飛べるようになっている。スネークの無線通信時に「人間に羽が生えている」や「それともコスプレイヤーか?」と言われた（ただし前述の「ヤラレチャッタ」をスネークは知っており、オタコンから「なんだ知ってるんじゃないか」と突っ込まれた）。
武器は『光神話 パルテナの鏡』本編での功績を称えて渡されたというオリジナルの装備「パルテナの神弓」となり（後に『新・光神話 パルテナの鏡』でも装備のひとつとして続投）、光の矢を放つ事が可能なほか、中央部から分離し2振りの短剣（曲刀）として接近戦に対応可能となった（剣を使用する際は弓に戻す際の隙を考慮して、右手は順手、左手は逆手で持つ）。剣の向きを逆に連結、S字型の連結剣にして振り回し斬りつける事もできる。必殺ワザでは「鏡の盾」も使用する。
同作のアドベンチャーモード『亜空の使者』ではストーリー最初期から登場するキャラクター。天界の神殿からスタジアムでのマリオとカービィの試合を観戦していたが、そのスタジアムが亜空軍に襲撃された事態を知り、パルテナの勅命もあり打倒亜空軍のため出撃する。その後雲海で、フィギュアになったマリオを発見し、彼を救出して共に亜空軍との戦いに参加する。
4作目『大乱闘スマッシュブラザーズ for Nintendo 3DS / Wii U』にも引き続き登場。滑空自体のシステムが取り消されたものの、『新・光神話 パルテナの鏡』で加わった要素が輸入されており、技の際にはパルテナの神弓だけではなく「豪腕ダッシュアッパー」や「衛星ガーディアンズ」といった多彩な神器を使用するようになっている。最後の切りふだが変更になったのはパルテナの参戦によるものである。
また、『for』ではピットとは別枠のキャラとして、ブラックピットも参戦している。ピットの「モデル替えキャラクター」（基本プログラムを流用して作られたキャラクター。『SPECIAL』では「ダッシュファイター」という名義に変更された）で、基本操作感覚は似ているものの意図して通常のピットとは細部の仕様が変更されており、元のピットからワザの強弱も変化している。必殺ワザは、パルテナの神弓がその試作品である「神弓シルバーリップ」に、豪腕ダッシュアッパーが電撃をまとった豪腕で殴り掛かる「豪腕デンショッカー」に変更されている。下必殺ワザは「衛星ガーディアンズ」から変更されていない。
5作目『大乱闘スマッシュブラザーズ SPECIAL』でも登場。ブラックピットも続き参戦している。
各キャラ固有の大技「最後の切りふだ」は各作品ごとに異なる。『X』では「全軍、出撃ー!」の合図でステージ背後にパルテナが現れ仲間のイカロスたちに突進させる「パルテナ親衛隊」。『for』では通常のピットは「三種の神器」で、その名のとおり三種の神器を装備して（デザインは『新・光神話 パルテナの鏡』における黄金の鎧兜のもの）、強力な8段セットの連撃を放つ。『SPECIAL』では「光の戦車」で、画面手前側から照準に対して戦車で突撃行うというものとなっている。ブラックピットの最後の切りふだはシリーズ通して「ブラピの狙杖」で、手にした神器・ブラックピットの狙杖（ブラピの狙杖は略称および原作での神器の名前）を用いて横一直線に狙撃し、当たったファイターを一撃で画面外まで吹き飛ばす。

## その他の登場作品
F1レース
GB版にゲスト出演。プレイヤーの応援で登場する。
メイド イン ワリオシリーズ
まわるメイドインワリオ
『光神話 パルテナの鏡』のゲーム本編の姿でプチゲーム（短ミニゲーム）の一つに登場する。また、ガチャコロンのレコードにも描かれている。
おどる メイド イン ワリオ
プチゲーム『ファミコンえんそうかい』に登場している。
メイドイン俺
『あそぶメイドイン俺』の海外版のみ、サンプルプチゲームに登場している（日本版では、代りにもぎたてチンクルのばら色ルッピーランドのプチゲームが登場する）。
メイド イン ワリオ ゴージャス
第1作目のメデューサ戦を題材としたプチゲームで登場。
千年家族
2005年に発売されたGBA用ソフト。本人の登場はないが、ピットをモデルとしたキャラクター「キュピット」が登場する。
amiibo
2014年12月6日に『大乱闘スマッシュブラザーズシリーズ』のピットのamiiboが、2015年6月11日に同シリーズのブラックピットのamiiboがそれぞれ発売された。

## 担当声優
- 高山みなみ - 大乱闘スマッシュブラザーズシリーズ、新・光神話 パルテナの鏡
- レニ・ミネルラ - 大乱闘スマッシュブラザーズX（英語版）
- アントニー・デル・リオ - 新・光神話 パルテナの鏡（英語版）